# نقاط فشار
نقاط فشار  (به انگلیسی: pressure points) از نقاط مریدین در طب سنتی چینی، طب آیورودا و سیدای هند و هنرهای رزمی مشتق شده است و به نواحی روی بدن انسان اشاره دارد که ممکن است در صورت دستکاری در بدن انسان درد زیاد یا اثرات دیگری به شکلی خاص ایجاد کند.
از نقاط فشار در طب سوزنی برای رفع سردرد استفاده می‌شود.

## تاریخچه

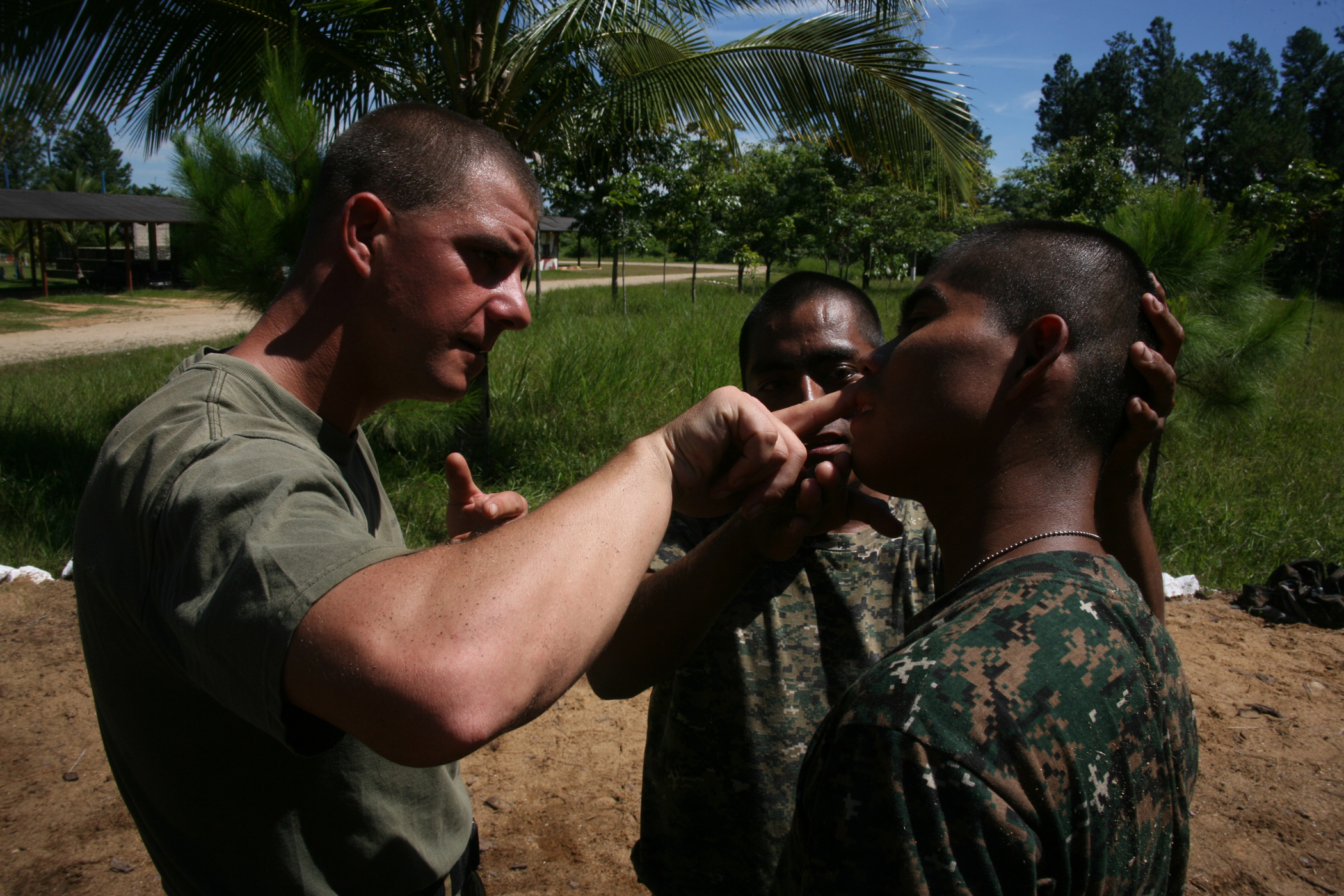
نمایش فنون کوبیدن عضلانی توسط مربی هنرهای رزمی نیروی دریایی

قدیمیترین مفهوم شناخته شده از نقاط فشار را می توان در وارما کالای جنوب هند طبق سیدا مشاهده کرد. مفهوم نقاط فشار نیز در هنرهای رزمی کوبودو ژاپن وجود دارد. در مقاله ای در سال 1942 در مجله شین بودو ، تاکوما هیسا بر وجود سنتی تأیید کرد که ایجاد اولین حملات نقطه فشار را به میناموتو نو یوشی‌میتسو – 1045-1127) نسبت می‌دهد.
هنکاک و هیگاشی (1905) کتابی را منتشر کردند که به تعدادی از نکات حیاتی در هنرهای رزمی ژاپنی اشاره کرد.
گزارش‌های مربوط به مبارزه نقطه فشار در رمان‌های داستانی چینی ووشیا ظاهر شد و در فرهنگ عامه غرب در دهه 1960 با نام لمس مرگبار شناخته شد.
در حالی که بی‌شک نقاط حساسی در بدن انسان وجود دارد که حتی فشار نسبتا ضعیف ممکن است باعث درد قابل توجه یا آسیب جدی شود، ارتباط کیوشو با مفاهیم مرگ به شدت مورد انتقاد قرار گرفته است.  